# Шунке, Людвиг
Христиан Людвиг Шунке (нем. Christian Ludwig Schuncke, фр. Louis Schunke; 21 декабря 1810, Кассель ― 7 декабря 1834, Лейпциг) ― немецкий пианист и композитор.

## Биография
Шунке происходил из семьи профессиональных музыкантов ― его отец Иоганн Готфрид (1777―1861) и дядя Иоганн Михаэль (1778―1821) были известными валторнистами. Людвиг очень рано проявил музыкальный талант и уже в возрасте 12 лет исполнил ля-минорный Концерт для фортепиано с оркестром Гуммеля с оркестром под управлением Шпора, а затем отправился в концертный тур по городам Германии. В 15 лет он пишет свои первые произведения, о которых одобрительно отзывается Вебер.
В 1827 Шунке отправился в Париж, где жил на квартире фортепианного мастера Дюпора, не бравшего с него платы, но требовавшего, чтобы тот играл на его инструментах, таким образом рекламируя их. В Париже Шунке совершенствовался как композитор под руководством Антонина Рейхи и заслужил хорошую репутацию среди парижских музыкантов, в числе которых были Гектор Берлиоз, Фридрих Калькбреннер, Сигизмунд Тальберг, Фридрих Пиксис.
Вернувшись в 1830 в Германию, Шунке познакомился с Шопеном, гастролировавшим в то время в Штутгарте. В знак дружбы Шунке посвятил Шопену своё Каприччио c-moll, op. 10. Ещё более близкие дружеские и творческие отношения связали Шунке с Робертом Шуманом. Шуман признал Шунке одним из Давидсбюндлеров и вместе с ним основал газету Neue Zeitschrift für Musik. Шуман принял посвящение от Шунке Сонаты g-moll и, в свою очередь, посвятил ему Токкату, op. 7.
Ранняя смерть Шунке от туберкулёза прервала его творческую карьеру. Его композиторское наследие, почти исключительно фортепианное, невелико. Наиболее известна Соната g-moll в четырёх частях, сравнимая по масштабу и стилю с сонатами Вебера и высоко оценённая Шуманом. Среди других его сочинений ― Allegro passionato, два каприччио, рондо, дивертисмент и другие сочинения.